# Ole Madsen
Ole Eduard Fischer Madsen (Copenhague, Dinamarca, 21 de diciembre de 1934-Brønshøj, Dinamarca, 26 de marzo de 2006), más conocido como Ole Madsen, fue un futbolista danés que se desempeñaba como delantero. 
En 1964, se convirtió en el primer futbolista danés en recibir un voto en la clasificación final del Balón de Oro. En 1966, convirtió el único gol de la final de la Copa de los Países Bajos jugando para el Sparta Rotterdam. Es considerado el futbolista danés más popular desde Pauli Jørgensen.

## Selección nacional
Fue internacional con la selección de fútbol de Dinamarca en 50 ocasiones y convirtió 42 goles.

### Participaciones en Eurocopas
| Copa          | Sede   | Resultado    | Partidos | Goles |
| ------------- | ------ | ------------ | -------- | ----- |
| Eurocopa 1964 | España | Cuarto lugar | 2        | 0     |

## Clubes
| Club             | País         | Año       |
| ---------------- | ------------ | --------- |
| BK Stefan        | Dinamarca    | 1954-1957 |
| Hellerup IK      | Dinamarca    | 1958-1965 |
| Sparta Rotterdam | Países Bajos | 1965-1968 |
| Hellerup IK      | Dinamarca    | 1968-1969 |

## Palmarés

### Campeonatos nacionales
| Título                   | Club             | País         | Año  |
| ------------------------ | ---------------- | ------------ | ---- |
| Copa de los Países Bajos | Sparta Rotterdam | Países Bajos | 1966 |

### Distinciones individuales
| Distinción                      | Año  |
| ------------------------------- | ---- |
| Jugador revelación en Dinamarca | 1958 |
| Futbolista del año en Dinamarca | 1964 |